# 蔡亨嘉
蔡亨嘉（1500年—？），字元會，號月川，廣東潮州府潮陽縣人，明朝政治人物。

## 生平
嘉靖七年（1528年）戊子科廣東鄉試第十三名。嘉靖二十六年（1547年）丁未科三甲第一百三十三名進士。通政司觀政，歷西安、龙溪二知县，升任建昌府通判。
嘉靖三十三年（1554年）任福建龍溪縣知縣。

## 家族
曾祖父蔡遷潮；祖父蔡仲綱；父蔡哲，母程氏。子蔡奇荩。